# Elektrownia jądrowa Tomari
Elektrownia jądrowa Tomari (jap. 泊発電所 Tomari hatsudensho) – japońska czynna elektrownia jądrowa położona w sąsiedztwie miasta Tomari na wyspie Hokkaidō. Elektrownia jest jedyną elektrownią jądrową na wyspie Hokkaidō. Posiada trzy bloki energetyczne z reaktorami typu PWR. Jej właścicielem i operatorem jest firma Hokkaido Electric Power Company.

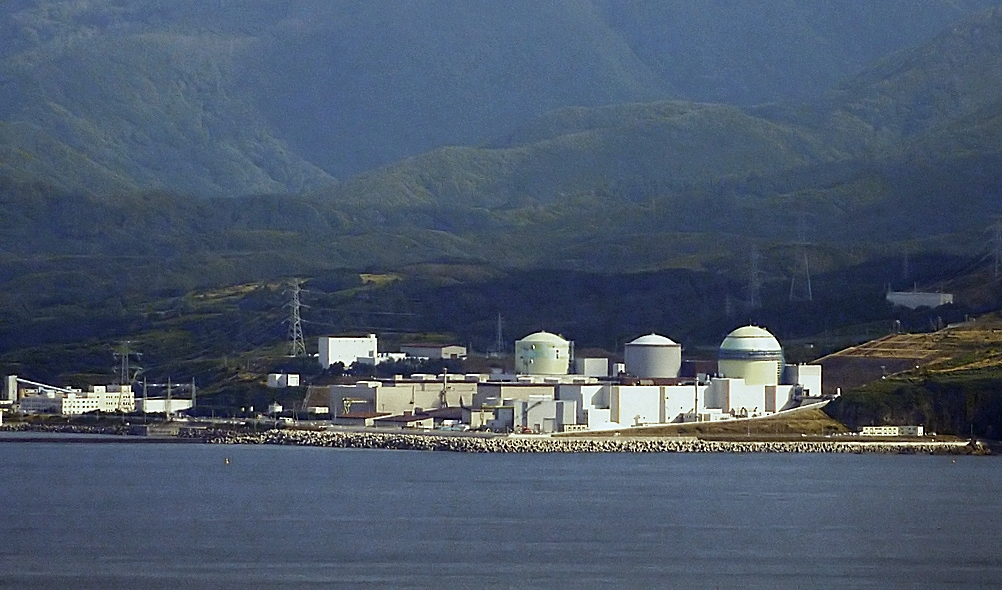
Kopuły bloków jądrowych EJ Tomari

Elektrownia zajmuje powierzchnię 1,35 km².

## Reaktory
| Nazwa bloku | Rodzaj reaktora        | Producent                   | Rozpoczęcie budowy | Stan krytyczny    | Włącz. do sieci  | Moc elektr. netto | Moc elektr. brutto | Moc termiczna | L. zestaw. paliw. | Koszt całk. bloku |
| ----------- | ---------------------- | --------------------------- | ------------------ | ----------------- | ---------------- | ----------------- | ------------------ | ------------- | ----------------- | ----------------- |
| Tomari-1    | PWR typu M (2 pętlowy) | Mitsubishi Heavy Industries | 1 lipca 1985       | 16 listopada 1988 | 6 grudnia 1988   | 550 MW            | 579 MW             | 1600 MW       |                   |                   |
| Tomari-2    | PWR typu M (2 pętlowy) | Mitsubishi Heavy Industries | 1 sierpnia 1986    | 25 lipca 1990     | 27 sierpnia 1990 | 550 MW            | 579 MW             | 1600 MW       |                   |                   |
| Tomari-3    | PWR typu M (3 pętlowy) | Mitsubishi Heavy Industries | 1 listopada 2003   | 3 marca 2009      |                  | 912 MW            |                    |               |                   |                   |

## Zdarzenia
W latach 1994–2010 w elektrowni miało miejsce 9 usterek lub zdarzeń o których powiadomiono japoński urząd dozoru jądrowego. Osiem zostało sklasyfikowanych na poziomie zerowym skali INES, tj. jako odchylenie bez znaczenia dla bezpieczeństwa. Jedna nie podlegała klasyfikacji INES a jedna została oceniona na poziom 1 tej skali.